# 楊綵
楊綵（1529年—？），字質甫，號彬菴，虎賁右衛軍籍江西吉安府泰和縣人，明朝政治人物。

## 生平
嘉靖三十一年（1552年）壬子科順天府鄉試第三十二名舉人。嘉靖三十二年（1553年）中式癸丑科會試第二百三名，二甲第四十五名進士。都察院观政，授陕西华州知州，嘉靖三十四年（1556年）华州发生8级以上强地震，死伤居民83万，在知州杨綵领导下，筑城池、建书院、治水害、修家园，恢复了生产，当地妇女有歌谣说：“安得桑（指正德时知州桑溥）、杨，使我有郎”。起复补冀州知州，升刑部员外郎，出知西安府。
隆慶元年（1567年）二月升山东按察司副使，二年二月舉边才，调任山西副使，四年五月升山东左参政，十一月升湖广按察使，五年正月舉賢能卓异，賜衣一袭、钞百锭，賜宴礼部，并晋升河南右布政使，二月改山西左布政使，三月升都察院右佥都御史、提督雁门等关巡抚山西。六年七月科道纠拾，以不简令閑住。

## 家族
曾祖楊興；祖父楊洪；父楊瑭，母王氏。慈侍下。兄縉、綱、紀、紳。